# Helen Rodríguez Trías
Helen Rodríguez Trías (Nova York, 7 de juliol de 1929 - Santa Cruz, Califòrnia, 27 de desembre de 2001) va ser una pediatra, educadora i activista pels drets de les dones estatunidenca. Va ajudar a crear el Comitè pel dret a l'avortament i contra l'abús de l'esterilització. Va ser la primera presidenta llatina de l'Associació Americana de Salut Pública (APHA), membre fundadora del Caucus de Dones de l'APHA i receptora de la Medalla Ciutadana Presidencial. Se li atribueix l'ajuda per ampliar la gamma de serveis de salut pública per a dones i nens de poblacions minoritàries i de baixos ingressos a tot el món.

## Primers anys
Els pares de Rodríguez Trías havien estat vivint a Nova York a principis del segle xx. Després del naixement de Rodríguez Trías, el 1929, la seva família es va traslladar a Puerto Rico. I quan ella tenia deu anys van tornar a Nova York, on va experimentar racisme i discriminació. Tot i que havia obtingut bones notes a l'escola i sabia parlar anglès, la van col·locar en una classe amb alumnes amb dificultats d'aprenentatge. No va ser fins que va participar en un recital de poemes, que la seva professora es va adonar que era superdotada i la va enviar a una classe del seu nivell. Més tard va escollir la carrera mèdica perquè "combinava les coses que més estimava, la ciència i les persones".

## Educació
El 1948 va començar la seva formació acadèmica a la Universitat de Puerto Rico, a San Juan. Va obtenir la llicenciatura el 1957 i va entrar a la Facultat de Medicina de la Universitat de Puerto Rico. Es va llicenciar en Medicina l'any 1960, a l'edat de 31 anys.

## Activista independentista de Puerto Rico
La mare de Rodríguez Trías era mestra d'escola a Puerto Rico. Tanmateix, a Nova York no va poder obtenir la llicència de professora i, per tant, va haver d'acollir hostes per cobrir les necessitats econòmiques familiars i pagar el lloguer. Quan Rodríguez Trías es va graduar de secundària, va decidir que li agradaria estudiar medicina i va tornar a Puerto Rico, un país que tenia un bon sistema de beques. A la Universitat hi havia un moviment independentista molt fort i Rodríguez Trías es va involucrar amb la facció estudiantil del Partit Nacionalista porto-riqueny. Quan el líder nacionalista Pedro Albizu Campos va ser convidat a parlar per al consell d'estudiants, el rector de la universitat, Jaime Rexach Benítez, no va permetre l'accés d'Albizu al campus. En conseqüència, els estudiants -entre els quals Rodríguez Trías- es van posar en vaga, però el seu germà no ho va aprovar. Va tornar a Nova York després que ell l'amenacés de tallar-li les despeses universitàries.
El 1949 es va casar i va tenir tres fills amb David Neumark Brainin. Aleshores va decidir tornar a Puerto Rico per cursar la carrera. De nou a la Universitat, es va reinserir com a estudiant activista en temes com la llibertat d'expressió i la independència de Puerto Rico.

## Carrera mèdica

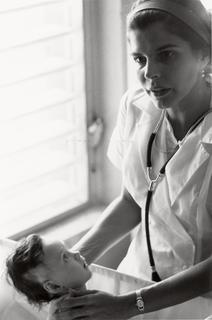
Rodríguez Trías atenent un nen petit en una clínica

Durant la seva residència a l'Hospital Universitari de San Juan, va establir el primer centre del país per a l'atenció de nadons. La taxa de mortalitat dels nounats de l'hospital va disminuir un 50 per cent en tres anys. Un cop finalitzada la residència, va establir la seva pràctica mèdica en l'àmbit de la pediatria a l'illa. Durant aquest període es va divorciar del seu segon marit, Eliezer Curet, i el 1970 va tornar a Nova York. En algun altre moment va declarar que el seu matrimoni i el seu divorci l'havien ajudat a créixer.
Rodríguez Trías va dirigir el Departament de Pediatria del Lincoln Hospital del South Bronx. Al Lincoln Hospital, Rodríguez Trías va pressionar per donar veu a tots els treballadors en temes administratius i d'atenció al pacient. Es va implicar amb la comunitat porto-riquenya i va animar els treballadors sanitaris de l'hospital a prendre consciència dels problemes culturals i les necessitats de la comunitat. Rodríguez Trías també va ser professora associada de medicina a l'Albert Einstein College of Medicine de la Yeshiva University, i més tard va ensenyar a les universitats de Columbia i Fordham.

## Defensora dels drets de les dones
L'interès de Rodríguez Trías pels drets de les dones va començar poc després d'assistir a una conferència sobre l'avortament al Bernard College. Va començar a advocar per avortaments gratuïts i per més disponibilitat del control de la natalitat per a les dones més pobres.
Després d'assistir a la conferència, durant els seus anys a Puerto Rico, Rodríguez Trías va conèixer les campanyes d'esterilització nord-americanes que s'hi feien. Durant les dècades de 1960 i 1970, van sorgir molts programes als Estats Units, dirigits específicament a dones afroamericans i llatines, per fer esterilitzacions no consentides, de manera que es va saber que els metges lligaven les trompes de Fal·lopi després del part sense dir-los-ho a les pacients.
Els Estats Units també feien servir Puerto Rico com a laboratori per al desenvolupament de tecnologia de control de la natalitat. Ella va denunciar la perspectiva colonial d'aquesta pràctica, per la qual es considerava que amb les dones porto-riquenyes es podien provar anticonceptius i controlar la sexualitat i la reproducció. Així, al 1970 va ser membre fundadora del Comitè per acabar amb l'abús de l'esterilització i el 1971, membre fundadora del Caucus de dones de l'Associació Americana de Salut Pública. Va donar suport als drets a l'avortament, va lluitar per l'abolició de l'esterilització forçada i va buscar atenció neonatal per a persones desateses. El 1979 es va convertir en membre fundadora del Comitè per als Drets de l'Avortament i Contra l'Abús de l'Esterilització i va declarar davant el Departament de Salut, Educació i Benestar Social per aprovar les directrius federals d'esterilització. Ella descriu els esdeveniments en una conferència de Boston el 1974:
| « | Vam tenir un debat sobre l'abús de l'esterilització, que tenia a veure amb la falta de respecte a les necessitats, els desitjos i les esperances de les dones. Vam plantejar la demanda de Relf, presentada en nom de dues noies negres suposadament deficients, Minnie Lee Relf, de 12 anys, i Mary Alice Relf, de 14 anys, que havien estat esterilitzades sense el seu coneixement o consentiment en un programa finançat pel govern federal a Montgomery. Alabama. | » |

Les directrius, que ella mateixa va redactar, requerien el consentiment escrit de la dona per a l'esterilització en un idioma que ella pogués entendre, i establien un període d'espera entre el consentiment i el procediment d'esterilització. Se li atribueix l'ajuda a ampliar la gamma de serveis de salut pública per a dones i nens en poblacions minoritàries i de baixos ingressos als Estats Units, Amèrica Central i del Sud, Àfrica, Àsia i Orient Mitjà.
A la dècada de 1980, Rodríguez Trías va exercir com a directora mèdica de l'Institut de Sida del Departament de Salut de l'Estat de Nova York. Va treballar en nom de dones de grups minoritaris que estaven infectades pel VIH. Va ser decisiva a l'hora d'establir estàndards d'atenció, especialment per als marginats i les dones, i amb la seva guia, aviat Nova York va esdevenir un model de l'atenció a la sida en tot el país.
A la dècada de 1990 va exercir com a codirectora de l'Institut del Pacífic per a la Salut de la Dona, un grup de recerca i defensa sense ànim de lucre dedicat a millorar el benestar de les dones a tot el món i centrat en la reproducció. Va ser membre fundadora del Caucus de Dones i del Caucus Hispà de l'Associació Americana de Salut Pública (APHA) i la primera dona llatina que va exercir com a presidenta de l'APHA.

## Darrers anys
Rodríguez Trías va afirmar una vegada que la seva major inspiració provenia de "l'experiència de [la seva] pròpia mare, ties i germanes, que s'enfrontaven a tantes restriccions en la seva lluita per prosperar i aconseguir tot el seu potencial".A més de la seva mare, hi havia el doctor José Sifontes, professor de la seva facultat de Medicina, que va ser pioner en la tuberculosi pediàtrica. Segons Rodríguez Trías, el doctor Jose Sifontes tenia una gran consciència que els fets ocorreguts en un entorn sí que afecten la salut d'aquesta comunitat. Aquests van ser alguns dels mentors notables que van inspirar Rodríguez Trías mentre creixia fins a convertir-se en una gran referent en el camp de la ciència.
Rodríguez Trias va morir el 27 de desembre a causa d'un càncer de pulmó.

## Reconeixement

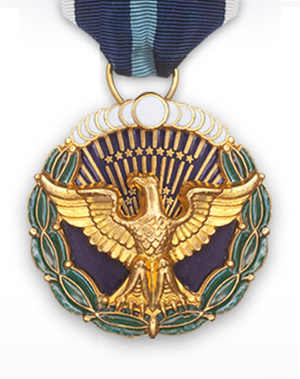
Medalla Ciutadana Presidencial

El 8 de gener de 2001, el president Bill Clinton va concedir a Rodríguez Trías la Medalla Ciutadana Presidencial, el segon premi civil més important dels Estats Units, pel seu treball en favor de les dones, els nens, les persones amb VIH / sida i els pobres.
Des de 2005 l'APHA [American Public Health Association] atorga el Premi Helen Rodríguez-Trías a la justícia social', destinat a una persona que hagi treballat per la justícia social en poblacions desfavorides per millorar-ne la salut i el benestar, com va fer la doctora Rodríguez-Trias.
El 7 de juliol de 2018, que hauria estat el seu 89è aniversari, Google la va presentar en un Google Doodle als Estats Units.
El 2019, Chirlane McCray va anunciar que la ciutat de Nova York construiria una estàtua en honor a Rodríguez Trías al St. Mary's Park,a prop de l'Hospital Lincoln al Bronx.
En conjunt, Rodríguez Trías deixa enrere un llegat que es pot explicar amb les seves pròpies paraules:
| « | Necessitem salut, però sobretot hem de crear una base per a polítiques públiques saludables que reparin i rescatin les creixents desigualtats. No podem ser més saludables sense aconseguir un sistema sanitari més sa i més equitatiu i, en definitiva, una societat més equitativa. | » |